# Gyertyános–kocsánytalan tölgyes
A gyertyános–kocsánytalan tölgyes (Querco petreae-Carpinetum) a Magyar Középhegység egyik meghatározó erdőtípusa, a gyertyános–tölgyes öv névadó növénytársulása. Alatta a cseres–tölgyesek (cseres–kocsánytalan tölgyesek), fölötte a bükkösök zónája húzódik. Extrazonális helyzetben:
- 600 m fölött a délnek néző hegyoldalakon és
- az Alföld egyes, nedvesebb részein nő.

## Jellemzői
Elegyes, üde, többnyire mély talajú hegy-dombvidéki erdők.

### Lombkoronaszint
A lombkoronaszint meghatározó fajai:
- a kocsánytalan tölgy (Quercus petraea), valamint
- a gyertyán (Carpinus betulus) és/vagy a bükk (keleti bükk, Fagus sylvatica).

További, jellemző fái:
- a hársak (Tilia sp.), jellemzően:
  - a kislevelű hárs, (Tilia cordata),
  - a Dél-Dunántúlon az ezüst hárs, (Tilia tomentosa);
- (ritkábban) a juharok (Acer sp.),
- a magas kőris (Fraxinus excelsior)
- a csertölgy (Quercus cerris),
- a vadcseresznye (Prunus avium).
- A Nyugat-Dunántúlon elegyfa lehet az erdeifenyő (Pinus sylvestris) is.

Ezek a fák jól növekednek, ezért az idősebb erdők átlagmagassága többnyire több mint 20 m. Természetes körülmények között szerkezetük és fajösszetételük is igen változatos. A hosszú ideje tartó erdészeti beavatkozás eredményeként többnyire két lombkoronaszintjük különíthető el (de ezek helyenként összefolynak. A felső lombszintet a fényt jól áteresztő, az alsót az árnyaló fafajok uralják. Együtt találjuk meg bennük az árnyas és a napfényes erdők sajátosságait: az erdő belseje inkább részben, benne a napfényes részek aránya igen változó. A természetszerű állományok mozaikosak, kis, sűrűn váltakozó napfényes és árnyas foltokkal. A kezelt erdők gyakran egyenletesen árnyasak, de ha a második lombszint az erdészeti beavatkozás miatt részben vagy egészen hiányzik, az erdő belseje is napfényes.

### Cserjeszint
A cserjeszint nem vagy csak kisebb foltokban jelentős; többnyire ritkás, rosszul záródik – a tartósan második szint nélküli állományokban viszont akár igen fejlett is lehet (bár ez szintén függ az erdészeti beavatkozásoktól). A cserjeszintben leggyakrabban az üdébb erdőkre jellemző fajok nőnek:
- európai mogyoró (Corylus avellana),
- veresgyűrű som (Cornus sanguinea),
- (ritkábban) cseregalagonya (Crataegus laevigata, Crataegus oxyacantha).

Előfordulhatnak itt a környező, szárazabb erdők mész- és melegkedvelő cserjéi is:
- bibircses kecskerágó (Euonymus verrucosus),
- húsos som (Cornus mas) stb.

A cserjeszintet gyakran egyes fafajok (gyertyán, hársak, mezei juhar) uralják el.

### Gyepszint
A gyepszintben leginkább az általános és az üde erdei fajok nőnek. A gyepszint tavasszal többnyire jól fejlett, nyáron a lombszint árnyalásának megfelelően igen változó – a semmitől a közel 100%-os zárásig.
Üde erdei fajok:
- szagos müge (Galium odoratum),
- olocsáncsillaghúr (Stellaria holostea),
- bükksás (Carex pilosa),
- kis télizöld (Vinca minor),
- erdei ibolya (Viola sylvestris, V. reichenbachiana),
- erdei kutyatej (Euphorbia amygdaloides),
- hagymás fogasír (Dentaria (Cardamine) bulbifera),
- fürtös salamonpecsét (sokvirágú salamonpecsét, Polygonatum multiflorum),
- kányaharangvirág (Campanula rapunculoides),
- orvosi tüdőfű (Pulmonaria officinalis).

Általános erdei fajok:
- gyöngyvirág (Convallaria majalis),
- egyvirágú gyöngyperje (Melica uniflora),
- ligeti perje (Poa nemoralis),
- erdei szálkaperje (Brachypodium sylvaticum).

Ezek egy része tavasszal virágzó geofiton:
- pézsmaboglár (Adoxa moschatellina),
- keltike (Corydalis spp.),
- kikeleti hóvirág (Galanthus nivalis),
- csillagvirág (Scilla spp.),
- hagymás fogasír (Dentaria (Cardamine) bulbifera),
- erdei galambvirág (Isopyrum thalictroides),
- bogláros szellőrózsa (Anemone ranunculoides).

Fényigényes fajok:
- baracklevelű harangvirág (Campanula persicifolia),
- felemáslevelű csenkesz ''(Festuca heterophylla),
- nagyvirágú méhfű (Melittis carpatica),
- tavaszi kankalin (Primula veris).

Nedvességigényes fajok:
- podagrafű (Aegopodium podagraria),
- erdei sás (Carex sylvatica),
- sárga árvacsalán (Galeobdolon luteum agg.).

```
Északkeletről délnyugat felé egyre gyakoribbá válnak az atlanti és illír jellegű fajok:
```

- magyar varfű (Knautia drymeia),
- erdei ciklámen (Cyclamen purpurascens),
- szártalan kankalin (Primula vulgaris),
- zalai bükköny (Vicia oroboides),
- tarka lednek (Lathyrus venetus),
- lónyelvű csodabogyó (Ruscus hypoglossum),
- pirítógyökér (Tamus communis),
- kispárlófű (Aremonia agrimonoides).

## Termőhelye
Hegyoldalakon, tetőkön és völgyek alján is nőhet. Talaja többnyire mély barna erdőtalaj, ritkábban kőzethatású erdőtalaj vagy lejtőhordalék-erdőtalaj; az alapkőzet gyakorlatilag bármi lehet.
A hegylábakon gyakran a völgyek aljára szorul vissza, magasabban a Középhegység egyes részein (elsősorban északkeleten) jól felismerhető régiót alkot. A Dunántúli-középhegység egyes részein és a Délnyugat-Dunántúlon szórványosan vagy a környező erdőtípusokkal többféle átmenetet alkotva fordul elő.

## Magyarországon megtalálható típusai
- hegyvidéki gyertyános-tölgyes (Carici pilosae-Carpinetum),
- felvidéki gyertyános-tölgyes (Waldsteinio-Carpinetum),
- dunántúli gyertyános-tölgyes (Cyclamini purpurascenti-Carpinetum),
- délnyugat-dunántúli gyertyános-tölgyes (Helleboro dumetorum-Carpinetum),
- dél-zalai gyertyános-tölgyes (Anemoni trifoliae-Carpinetum),
- mecseki gyertyános-tölgyes (Asperulo taurinae-Carpinetum).